# Sandrine Brétigny
Sandrine Brétigny (* 2. Juli 1984 in Le Creusot) ist eine französische Fußballspielerin. Die Stürmerin, die bis 2013 auch Nationalspielerin war, hatte im Sommer 2017 eigentlich ihre Karriere beendet, kehrte Anfang 2018 aber in den Ligabetrieb zurück und spielt seit der Saison 2019/20 in der korsischen dritten Division.

## Karriere

### Vereine
Brétigny begann ihre Karriere beim FC Lyon und spielte ab 2000 in der ersten Mannschaft, die in der Division 1 Féminine antrat. 2003 gewann sie mit ihrer Mannschaft den Pokalwettbewerb. Im Finale gegen Montpellier HSC erzielte sie in der 89. Minute den Siegtreffer zum 4:3. In der Saison 2002/03 wurde sie mit 26 Toren Torschützenkönigin der französischen Liga. Nach der Saison 2003/04 traten die Fußballerinnen des FC Lyon dem Verein Olympique Lyon bei. Mit Olympique gewann sie 2007, 2008 und 2009 die Meisterschaft und 2008 den Pokal. In der Saison 2006/07 wurde sie mit der bis einschließlich 2015/16 gültigen Rekordmarke von 42 erzielten Treffern erneut Torschützenkönigin der Liga.
Zur Saison 2012/13 verpflichtete der 1. FFC Frankfurt Brétigny. Ein Jahr später kehrte sie nach Frankreich zurück und schloss sich dem Juvisy FCF an. Nach zwei Jahren ohne Titelgewinn, in denen sie häufig nur Einwechselspielerin war, aber gleichwohl noch 21 Tore erzielte, nahm sie ein Angebot des Zweitligisten und Aufstiegsaspiranten Olympique Marseille an, bei dem sie sich eine neue Herausforderung erhoffte. Dass sie von ihrer Torgefährlichkeit noch nichts eingebüßt hat, stellte sie dort bei einem Sieg gegen Aufsteiger Racing Flacé-Mâcon unter Beweis, als sie gleich sechs Treffer verbuchte. Am Ende der Saison wurde Marseille Zweitligameister und Brétigny kehrte in die höchste Spielklasse zurück. Nach einem Jahr, in dem sie dazu beitrug, dass der Aufsteiger einen überraschenden vierten Rang belegte, beendete sie ihre Laufbahn als Spielerin zunächst.
Da für Marseille nach der Hinrunde 2017/18 erhebliche Abstiegsgefahr bestand, ließ sie sich im Januar 2018 reaktivieren. Gleich in ihrem ersten Punktspiel beim HSC Montpellier wies sie ihre Unverzichtbarkeit nach, als sie – erst 17 Minuten vor dem Abpfiff eingewechselt – ihre Elf mit zwei Treffern noch auf 2:3 heranbrachte. Marseille stieg am Ende dennoch ab, und Brétigny schloss sich zur Spielzeit 2018/19 dem Zweitdivisionär Grenoble Foot an, mit dem sie in dieser Saison sogar das Halbfinale im Landespokal erreichte. Außerdem war sie persönlich mit 14 Punktspieltreffern zweitbeste Torschützin in ihrer D2-Gruppe. Nach diesem Jahr zog es sie nach Korsika zum SC Bastia. In der Saison 2021/22 stürmt sie für den Drittligisten Espoir Club Bastiais Sud.

### Nationalmannschaft
Sandrine Brétigny spielte 1999 in der französischen B-Jugend-Elf unter anderem beim Nordic Cup unter Trainer Bruno Bini. Zwischen November 2005 und März 2006 kam sie in vier Begegnungen bei Frankreichs U-21 zum Einsatz; zu ihren damaligen Mitspielerinnen zählten unter anderem Ophélie Meilleroux, Claire Morel, Julie Soyer, Gaëtane Thiney und Lilas Traïkia. Am 22. November 2006 debütierte sie dann bei einem Spiel gegen Belgien auch in der französischen A-Nationalmannschaft. Sie stand auch im französischen Aufgebot für die Weltmeisterschaft 2011 in Deutschland, kam dort aber nur in einer Begegnung zum Einsatz. Fast zwei Jahre nach ihrer letzten Berücksichtigung holte Trainer Bruno Bini die Angreiferin Anfang März 2013 für zwei Freundschaftsspiele in das A-Aufgebot zurück, wenn auch nur als „Nachrückerin“ für eine verletzte Kollegin, und wechselte sie in Rouen gegen Brasilien auch ein. Ebenso berief Bini sie in das französische EM-Aufgebot 2013, ohne sie bei dem Turnier in Schweden allerdings einzusetzen. In ihren insgesamt 22 A-Länderspielen erzielte Brétigny neun Tore (Stand: 29. Juni 2013).